# Phytometra amata
Phytometra amata là một loài bướm đêm trong họ Erebidae.